# Cam Russell
Cameron D. "Cam" Russell, född 12 januari 1969, är en kanadensisk före detta professionell ishockeyback som tillbringade tio säsonger i den nordamerikanska ishockeyligan National Hockey League (NHL), där han spelade för ishockeyorganisationerna Chicago Blackhawks och Colorado Avalanche. Han producerade 30 poäng (nio mål och 21 assists) samt drog på sig 872 utvisningsminuter på 396 grundspelsmatcher. Russell spelade även på lägre nivåer för Indianapolis Ice i International Hockey League (IHL) och Olympiques de Hull i Ligue de hockey junior majeur du Québec (LHJMQ).
Han draftades i tredje rundan i 1987 års draft av Chicago Blackhawks som 50:e spelare totalt.
I mars 1992 drabbades Russell av en familjetragedi när hans fru tog sitt eget liv på grund psykisk ohälsa, bara några månader efter de hade gift sig.
Efter den aktiva spelarkarriären har han arbetat inom Halifax Mooseheads och där han bland annat varit tränare (2006–2011) och sedan 2008 general manager.

## Statistik
| 1985–1986    | Olympiques de Hull | LHJMQ        | 56  | 3  | 4  | 7  | 24  | 15 | 0 | 2  | 2  | 4  |
| 1986–1987    | Olympiques de Hull | LHJMQ        | 66  | 3  | 16 | 19 | 119 | 8  | 0 | 1  | 1  | 16 |
| 1987–1988    | Olympiques de Hull | LHJMQ        | 53  | 9  | 18 | 27 | 141 | 19 | 2 | 5  | 7  | 39 |
| 1988–1989    | Olympiques de Hull | LHJMQ        | 66  | 8  | 32 | 40 | 109 | 9  | 2 | 6  | 8  | 6  |
| 1989–1990    | Chicago Blackhawks | NHL          | 19  | 0  | 1  | 1  | 27  | 1  | 0 | 0  | 0  | 0  |
|              | Indianapolis Ice   | AHL          | 46  | 3  | 15 | 18 | 114 | 9  | 0 | 1  | 1  | 24 |
| 1990–1991    | Chicago Blackhawks | NHL          | 3   | 0  | 0  | 0  | 5   | 1  | 0 | 0  | 0  | 0  |
|              | Indianapolis Ice   | AHL          | 53  | 5  | 9  | 14 | 125 | 6  | 0 | 2  | 2  | 30 |
| 1991–1992    | Chicago Blackhawks | NHL          | 19  | 0  | 0  | 0  | 34  | 12 | 0 | 2  | 2  | 2  |
|              | Indianapolis Ice   | AHL          | 41  | 4  | 9  | 13 | 78  | —  | — | —  | —  | —  |
| 1992–1993    | Chicago Blackhawks | NHL          | 67  | 2  | 4  | 6  | 151 | 4  | 0 | 0  | 0  | 0  |
| 1993–1994    | Chicago Blackhawks | NHL          | 67  | 1  | 7  | 8  | 200 | —  | — | —  | —  | —  |
| 1994–1995    | Chicago Blackhawks | NHL          | 33  | 1  | 3  | 4  | 88  | 16 | 0 | 3  | 3  | 8  |
| 1995–1996    | Chicago Blackhawks | NHL          | 61  | 2  | 2  | 4  | 129 | 6  | 0 | 0  | 0  | 2  |
| 1996–1997    | Chicago Blackhawks | NHL          | 44  | 1  | 1  | 2  | 65  | 4  | 0 | 0  | 0  | 4  |
| 1997–1998    | Chicago Blackhawks | NHL          | 41  | 1  | 1  | 2  | 79  | —  | — | —  | —  | —  |
| 1998–1999    | Chicago Blackhawks | NHL          | 7   | 0  | 0  | 0  | 10  | —  | — | —  | —  | —  |
|              | Colorado Avalanche | NHL          | 35  | 1  | 2  | 3  | 84  | —  | — | —  | —  | —  |
| NHL totalt   | NHL totalt         | NHL totalt   | 396 | 9  | 21 | 30 | 872 | 44 | 0 | 5  | 5  | 16 |
| IHL totalt   | IHL totalt         | IHL totalt   | 140 | 12 | 33 | 45 | 317 | 15 | 0 | 3  | 3  | 54 |
| LHJMQ totalt | LHJMQ totalt       | LHJMQ totalt | 241 | 23 | 70 | 93 | 393 | 51 | 4 | 14 | 18 | 65 |